# Karl Bakalarz-Zákos von Torda
Karl Bakalarz-Zákos von Torda (* 4. Mai 1841; † 25. Jänner 1915) war ein Mitglied der ungarischen Adelsfamilie Bakalarz-Zákos von Torda. Als österreichischer Feldmarschallleutnant gehörte er zuletzt dem Geniestab an. Er war Ritter des Ordens der Eisernen Krone dritter Klasse, Träger des Militärverdienstkreuzes mit der Kriegsdekoration und der Kriegsmedaille.

## Militärische Karriere
Bakalarz wurde 1859 im  Sardinischen Krieg und 1866 im Deutsch-Deutschen Krieg eingesetzt. 1869 nahm er an der Unterdrückung des Aufstandes in Süddalmatien und 1878  am Okkupationsfeldzug in Bosnien teil.
Am 1. Mai 1897 wurde Bakalarz zum Generalmajor ernannt und zum 1. April 1899 pensioniert. Am 6. August 1908 wurde er zum Feldmarschallleutnant der Reserve befördert.